# Centro Universitário Celso Lisboa
O Centro Universitário Celso Lisboa é uma instituição Ensino Superior que está no mercado desde 1971. Localizada na zona norte do Rio, a instituição oferece cursos de graduação, pós-graduação e extensão.

## História
Celso Lisboa nasceu na cidade do Rio de Janeiro no início do século XX. Filho de professores, iniciou sua vida dedicando-se à política como vereador e deputado estadual nos anos de 1950. Nessa mesma época, desenvolveu projetos de relevância econômico-social e, por iniciativa própria, fundou e manteve o Centro de Recuperação Bela Vista e a Obra de Assistência Social para menores. Diminuir a desigualdade social por meio de um ensino de qualidade era um sonho, seu ideal. No ano de 1964, abandonou as atividades políticas para fundar o Colégio Atheneu Brasileiro, voltado para o ensino fundamental e médio. Dando continuidade ao seu sonho, criou em 1971, a Sociedade Universitária Celso Lisboa. Consolidando sua trajetória de sucesso, em 1998, a Instituição conquista a posição de Centro Universitário, oferecendo, além dos cursos nas áreas de gestão, saúde e meio ambiente.

## Unidade Centro
Em 2016, foi inaugurada no Centro do Rio, na Rua Sete de Setembro, com 14 andares de infraestrutura, biblioteca, salas de aula inovadoras e tecnológicas, espaço de convivência e fácil acesso a todos os transportes públicos.

## Bibliotecas
As Bibliotecas da Celso Lisboa são abertas aos alunos, professores e a comunidade do entorno  para serviços de consulta, empréstimo, reserva e renovação online de periódicos e livros. Ambos espaços são ambientes aconchegantes. No Centro, há estantes com livros sobre diferentes temas de Gestão, Empreendedorismo e Negócios, poltronas, wi-fi e computadores em suas instalações. No Engenho Novo, estão disponíveis gabinetes individuais e salas de estudos coletivas; um acervo com mais de 35.000 títulos  wi-fi e computadores para uso. Em parceria com a Universidade Estadual do Rio de Janeiro (UERJ), é concedido aos usuários inscritos o intercâmbio entre bibliotecas, dando acesso gratuito ao acervo da UERJ.